# Oreopsyche stomoxella
Oreopsyche stomoxella är en fjärilsart som beskrevs av Jean Baptiste Boisduval 1852. Oreopsyche stomoxella ingår i släktet Oreopsyche och familjen säckspinnare. Inga underarter finns listade i Catalogue of Life.